# AD 알메리아
AD 알메리아(스페인어: Agrupación Deportiva Almería)는 스페인 안달루시아주 알메리아를 연고로 하는 축구단이다. 1971년에 설립되었으며, 13,468석 규모의 에스타디오 무니시팔 후안 로하스에서 홈 경기를 치렀다. 그러다 1982년, 재정 문제로 인해 구단은 해체되었다.

## 역대 감독
| 감독                    | 임기 |
| ----------------------- | ---- |
| 아르세니오 이글레시아스 | 1980 |